# Deutsches Bibliotheksinstitut
Das Deutsche Bibliotheksinstitut (DBI) war eine Dienstleistungseinrichtung für die Gesamtheit der deutschen Bibliotheken. Es wurde durch Berliner Landesgesetz vom 22. Mai 1978 (Gesetzblatt für Berlin S. 1114) als Anstalt des öffentlichen Rechts gegründet und nach Maßgabe der Regelungen der sogenannten Blauen Liste, heute Leibniz-Gemeinschaft, bis Ende 1999 vom Bund und den Ländern gemeinsam finanziert. Es hatte seinen Sitz in Berlin.

## Geschichte
Auf der Grundlage einer umstrittenen Empfehlung des Wissenschaftsrates beschlossen Bund und Länder, die Finanzierung zu beenden. Das Land Berlin löste das Institut durch Gesetz vom 6. Oktober 1999 (Gesetz und Verordnungsblatt S. 544) zum 1. Januar 2000 auf und überführte Mitarbeiter und Abwicklungsaufgaben auf ein Ehemaliges Deutsches Bibliotheksinstitut (EDBI), von dem aus die Beschäftigten auf neue Stellen vermittelt werden sollten. Parallel war die Bibliothekspolitik gefordert, unverzichtbare Aufgaben des DBIs in eine neue Trägerschaft zu überführen. Eine Nachfolgeeinrichtung wurde schließlich nicht eingerichtet. Die Wahrnehmung überregionaler Aufgaben des Bibliothekswesens soll nunmehr das 2004 gegründete, dezentral organisierte Kompetenznetzwerk für Bibliotheken (KNB) sichern.
Das Institut verwaltete sich als rechtsfähige Anstalt des öffentlichen Rechts selbst. Die Leitung oblag dem Direktor, der den Beschlüssen eines Kuratoriums verpflichtet und seiner Kontrolle unterworfen war. Im Kuratorium waren vorrangig der Bund und die Länder vertreten, daneben aber auch der Deutsche Städtetag, der Deutsche Städte- und Gemeindebund sowie der Deutsche Bibliotheksverband. Die bibliothekarische Beratung oblag einem Fachbeirat, in dem Bibliotheken aller Sparten und Größen vertreten waren. Die Rechtsaufsicht übte das Land Berlin aus.

## Aufgaben
Die Aufgaben des DBI lagen laut Gesetz im Bereich der Koordinierung, der Beratung, der Normierung und der Modernisierung des Deutschen Bibliothekswesens. Dem Institut verdanken die deutschen Bibliotheken Instrumente wie die Zeitschriftendatenbank, den Verbundkatalog, den Dokumentenlieferdienst SUBITO, die Deutsche Bibliotheksstatistik und die Betreuung der Neubearbeitungen der Klassifikationen Allgemeine Systematik für Öffentliche Bibliotheken (ASB, Publikation 1999, revidiert 2002) und Klassifikation für Allgemeinbibliotheken (KAB, Publikation 2004). Zugleich war das Institut Herausgeber wichtiger Publikationen, etwa des Bibliotheksdienstes, der Schulbibliothek aktuell, des Forum Musikbibliothek oder der DBI-Materialien. Im Zuge der mehr als drei Jahre dauernden Abwicklung des Deutschen Bibliotheksinstituts bis Mitte 2003 konnte ein erheblicher Teil dieser Dienstleistungen nicht bewahrt werden. Insbesondere die zentrale Beratungs- und Initiativkompetenz des Instituts muss als verloren angesehen werden.